# قبول می‌کنم (فیلم ۱۹۲۱)
قبول می‌کنم (انگلیسی: I Do) یک فیلم کمدی صامت کوتاه به کارگردانی هال روچ است که در سال ۱۹۲۱ منتشر شد. از بازیگران این فیلم می‌توان به هارولد لوید، ویرا وایت، میلدرد دیویس، لی فلپس و نوآ یانگ اشاره کرد.